# 1949 en sport
Cet article présente les faits marquants de l'année 1949 en sport.

## Automobile
- Le Français Jean Trévoux remporte le Rallye automobile Monte-Carlo sur une Hotchkiss.
- 24 heures du Mans : Ferrari gagne les 24H avec les pilotes Luigi Chinetti et Peter Seldon.
- Red Byron remporte le premier championnat de la série NASCAR avec un montant total de 5 800 $ (USD).
- Juan Manuel Fangio effectue ses premiers pas en Europe au Grand Prix de Pau.
- Grand Prix de Monaco, Grande-Bretagne, Suisse, France et Italie. Outre ces cinq courses nationales, 26 autres Grand Prix ont lieu dont 7 en France. Afin de procéder à un tri entre toutes ces courses, un championnat du monde de pilotes est créé. La première édition de ce championnat se tiendra en 1950.

## Baseball
- 7 février : Joe Di Maggio signe un contrat de 100 000 dollars avec les New York Yankees.
- Les New York Yankees remportent les World Series face aux Brooklyn Dodgers.

## Basket-ball
- Les Minneapolis Lakers sont champion NBA en battant en finales les Washington Capitols 4 manches à 2.
- ASVEL Lyon-Villeurbanne est champion de France chez les hommes, c'est le Grenoble olympique universitaire qui l'emporte chez les féminines.

## Boxe
- 1er mars : le champion Joe Louis annonce qu'il se retire de la boxe alors qu'il détient le titre de champion du monde poids-lourd.
- 22 juin : Ezzard Charles devient le nouveau champion du monde des poids lourds à la boxe en battant Jersey Joe Walcott aux points en 15 round à Chicago.

## Cyclisme
- Le Français André Mahé et l’Italien Serse Coppi (ex æquo) s’imposent sur le Paris-Roubaix.
- 30 juin - 24 juillet, Tour de France : l'Italien Fausto Coppi s'impose devant l'Italien Gino Bartali et le Français Jacques Marinelli.
- Le Belge Rik Van Steenbergen s'impose sur le Championnat du monde sur route de course en ligne.
- L'Italien Fausto Coppi remporte le classement annuel par points (Challenge Desgranges-Colombo).

## Football
- 30 avril : Wolverhampton Wanderers remporte la Coupe d'Angleterre face à Leicester City, 3-1.
- 8 mai : le RC Paris remporte la Coupe de France face au Lille OSC, 5-2.
- Le Stade de Reims est champion de France.
- Portsmouth FC est champion d'Angleterre.
- Torino est champion d'Italie.
- VfR Mannheim est champion d'Allemagne.
- FC Barcelone est champion d'Espagne.
- Rangers champion d'Écosse.
  - Article détaillé : 1949 en football

## Football américain
- 18 décembre : Les Eagles de Philadelphie champions de la National Football League. Article détaillé : Saison NFL 1949.

## Football canadien
- Coupe Grey : Alouettes de Montréal 28, Stampeders de Calgary 15.

## Golf
- Le Sud-Africain Bobby Locke remporte le British Open de golf.
- L'Américain Cary Middlecoff remporte l'US Open.
- L'Américain Sam Snead remporte le tournoi de l'USPGA.
- L'Américain Sam Snead remporte le tournoi des Masters.

## Hockey sur glace
- Les Maple Leafs de Toronto remportent la Coupe Stanley 1949.
- Coupe Magnus : Chamonix champion de France.
- La Tchécoslovaquie remporte le championnat du monde.
- Zurcher SC champion de Suisse.

## Marche
- 24 juin : après 12 ans d'interruption, reprise de la course Paris-Strasbourg à la marche, dont le Français Gilbert Roger remporte la 13e édition en parcourant les 520 km du trajet en 73 heures 51 minutes, à la moyenne de 7,041 km/h.

## Moto
- Vitesse (championnat du monde) :
  - 500 cm3 : le Britannique Leslie Graham sur AJS.
  - 350 cm3 : le Britannique Freddie Frith sur Velocette.
  - 250 cm3 : l'Italien Bruno Ruffo sur Moto Guzzi.
  - 125 cm3 : l'Italien Nello Pagani sur FB Mondial.
  - side-car : le Britannique Eric Olivier sur Norton.
- Moto-cross (Moto-cross des nations) :
  - La Grande-Bretagne remporte cette épreuve par équipe.
- Endurance :
  - Bol d'or : Gustave Lefèvre gagne sur une Norton.

## Rugby à XIII
- 22 avril, Journal officiel de la République française : délégation de pouvoirs donnée à la Fédération Française de Jeu à XIII et suppression de celle donnée à la Ligue Française de Rugby à XIII, (ordonnance et arrêtés 1945, 1946, 1949 ).
- 15 mai : à Marseille, Marseille remporte la Coupe de France face à Carcassonne 12-9.
- 22 mai : à Carcassonne, Marseille remporte le Championnat de France face à Carcassonne 12-5.

## Rugby à XV
- L'Irlande remporte le Tournoi.
- Le Lancashire champion d'Angleterre des comtés.
- Castres olympique est champion de France.

## Tennis
- Tournoi de Roland-Garros :
  - L'Américain Frank Parker s'impose en simple hommes.
  - L'Américaine Margaret Osborne s'impose en simple femmes.
- Tournoi de Wimbledon :
  - L'Américain Ted Schroeder s'impose en simple hommes.
  - L'Américaine Louise Brough s'impose en simple femmes.
- US Open :
  - L'Américain Ricardo Gaonzales s'impose en simple hommes.
  - L'Américaine Margaret Osborne duPont s'impose en simple femmes.
- Coupe Davis : l'équipe des États-Unis bat celle d'Australie : 4 - 1.

## Naissances
- 10 janvier : George Foreman, boxeur américain. († 21 mars 2025).
- 3 février : Hennie Kuiper, coureur cycliste néerlandais.
- 6 février : Manuel Orantes, joueur de tennis espagnol
- 8 février : Scott Allen, patineur artistique américain.
- 22 février : Niki Lauda, pilote automobile autrichien de Formule 1.
- 23 février : Bruno Saby, pilote automobile (rallye) français.
- 2 mars : 
  - Isabelle Mir, skieuse alpin française.
  - JPR Williams, joueur de rugby à XV gallois.
- 8 mars : Karel Lismont, coureur de fond belge essentiellement de marathon.
- 13 mars : Yuri Skobov, skieur de fond soviétique, champion olympique en relais 4×10 km lors des Jeux de Sapporo (1972).
- 15 mars : Bernard Plouvier, jockey français.
- 18 mars : Jacques Secrétin, pongiste français.
- 24 mars : Ruud Krol, footballeur néerlandais.
- 6 avril : Jacky Boxberger, athlète français.
- 11 avril : Jean-Pierre Bastiat, joueur de rugby à XV français.
- 16 avril : Claude Papi, footballeur français.
- 26 avril : Carlos Bianchi, footballeur argentin.
- 19 mai : Archie Manning, joueur américain de football U.S évoluant au poste de quarterback.
- 30 mai : Jean-Luc Rougé, judoka français.
- 11 juin : Tom Pryce, pilote automobile gallois de Formule 1, († 5 mars 1977).
- 16 juin : Paulo César, footballeur brésilien.
- 25 juin : Patrick Tambay, pilote automobile français.
- 13 juillet : Helena Fibingerová, athlète tchécoslovaque, championne du monde du lancer du poids en 1983.
- 18 juillet : Dennis Lillee, joueur de cricket australien.
- 17 août : Jean-Noël Augert, skieur alpin français.
- 4 septembre : Tom Watson, golfeur américain.
- 5 septembre : Patrick McQuaid, coureur cycliste sur route irlandais. Président de l'Union cycliste internationale (UCI) depuis 2005.
- 9 septembre : John Curry, patineur artistique britannique.
- 12 septembre : Jacky Nardin, footballeur français. († 5 février 2008).
- 25 septembre : Percy Sonn, sud-africain, président de l'International Cricket Council, la fédération internationale de cricket. († 27 mai 2007).
- 1er octobre : Jean-Claude Skrela, joueur de rugby à XV français.
- 20 octobre : Valeri Borzov, athlète russe.
- 21 octobre : Laszlo Nagy, footballeur hongrois, membre de l'équipe de football championne olympique aux jeux de Mexico en 1968.
- 22 octobre : Arsène Wenger, footballeur et entraîneur français.
- 23 octobre : René Metge, pilote automobile (rallye) français.
- 31 octobre : Solange Fol, joueuse française de basket-ball.
- 3 novembre : Larry Holmes, boxeur américain.
- 16 novembre : Hermann Weiland, cavalier germano-croate de saut d’obstacles.
- 3 décembre : John Akii-Bua, athlète ougandais, champion olympique du 400 mètres haies aux Jeux de Munich. († 20 juin 1997).
- 6 décembre : Roland Bertranne, joueur français de rugby à XV.
- ? : Harry Cook, pratiquant d'arts martiaux anglais.

## Principaux décès
- 28 janvier : Jean-Pierre Wimille, pilote automobile français. (° 26 février 1908).
- 16 février : Roger François, 48 ans, haltérophile français, champion olympique (catégorie 75 kg) lors des Jeux d'Amsterdam en 1928. (° 9 octobre 1900).
- 29 mars : Helen Homans, joueuse de tennis américaine. (née en 1878 ou 1879).
- 28 octobre : Marcel Cerdan, boxeur français. (° 22 juillet 1916).